# Francisco Maria Farnésio
Francisco Maria Farnésio (em italiano:  Francesco Maria Farnese; Parma, 15 de agosto de 1619 – Parma, 12 de julho de 1647) foi um cardeal italiano membro da família Farnésio.

## Biografia
Era filho de Rainúncio I Farnésio, duque de Parma e Placência, e de Margarida Aldobrandini, sobrinha do Papa Clemente VIII.
Na sua família eram diversos os Farnésio que se tinham tornado cardeais, entre os quais Alexandre que viria a ser o Papa Paulo III.
Como filho mais novo, fora-lhe reservada uma carreira eclesiástica, tendo obtido o título cardinalício a 14 de novembro de 1644 do Papa Inocêncio X. No entanto, não voltou a deslocar-se a Roma para receber o barrete cardinalício e o diaconato. De 21 de janeiro de 1647, dia da renúncia do cardeal Camillo Francesco Maria Pamphilj, até à nomeação do cardeal Francesco Maidalchini, efetuada por Clemente IX, foi o cardeal italiano mais jovem.
O seu irmão mais velho, Eduardo I Farnésio herdou o título de duque pela morte do pai em 1622 e casou em Roma, em 1600, com Margarida de Médici. As suas irmãs Maria Catarina e Vitória viriam a ser, sucessivamente, duquesas consortes de Módena e Reggio pelo casamento com Francisco I de Módena.
Pela morte do irmão Eduardo em 1646, Francisco foi nomeado regente, juntamente com a cunhada Margarida, durante a menoridade do sobrinho Rainúncio II Farnésio, novo duque de Parma e Placência . A regência durou dois anos até o duque atingir a maioridade, aos dezoito anos.
Francisco Maria morre após seis meses de doença, em Parma em 1647.